# هنري لافونتين
هنري لافونتين (بالفرنسية: Henri La Fontaine)‏؛ (22 أبريل 1854 - 14 مايو 1943) كان محاميًا بلجيكيًّا دوليًّا ورئيس المكتب الدولي للسلام. حصل على جائزة نوبل للسلام في عام 1913 لأنه «كان القائد الفعال لحركة السلام في أوروبا».

## سيرة حياتية
ولد لا فونتين في بروكسل في 22 أبريل 1854 ودرس القانون في جامعة بروكسل الحرة (منقسمة الآن إلى جامعة بروكسل الحرة والجامعة الحرة في بروكسل). قُبِل في نقابة المحامين في عام 1877، وحقق لنفسه سمعة كخبير في القانون الدولي. كان هو وشقيقته ليوني لا فونتين من أوائل المناصرين لحقوق المرأة وحق النساء في التصويت، مؤسسين الرابطة البلجيكية لحقوق المرأة في عام 1890. في عام 1893، أصبح أستاذًا للقانون الدولي في جامعة بروكسل الحرة، وبعد ذلك بعامين، انتُخِب في مجلس الشيوخ البلجيكي كعضو في الحزب الاشتراكي. شغل منصب نائب رئيس مجلس الشيوخ منذ 1919 حتى 1932.
اهتم لا فونتين في وقت مبكر بالمكتب الدولي للسلام الذي تأسس عام 1882، وكان له تأثير في جهود المكتب لعقد مؤتمر لاهاي للسلام لعامي 1899 و1907. شغل منصب رئيس المكتب من عام 1907 حتى وفاته في عام 1943. أقنعت الحرب العالمية الأولى لا فونتين أن العالم من شأنه أن ينشئ محكمة دولية عندما يعود السلام. اقترح عددًا من الأعضاء المحتملين، بمن فيهم جوزيف هودجز تشووت، وإليهو روت، وتشارلز ويليام ألين، وأندرو ديكسون وايت. روج لا فونتين أيضًا لفكرة توحيد منظمات السلام في العالم.
كان عضوا في الوفد البلجيكي لمؤتمر باريس للسلام في عام 1919 وفي جمعية عصبة الأمم (1920-1921). في جهود أخرى لتعزيز السلام العالمي، أسس سينتر انتليكتويل مونديال (مركز العالم الفكري - الذي دُمِج لاحقًا مع معهد عصبة الأمم للتعاون الفكري)، وعرض مثل تلك المنظمات على أنها مدرسة وجامعة عالمية، وأيضًا برلمان عالمي. في عام 1907، أسس اتحاد الجمعيات الدولية بالاشتراك مع بول أوتيه، الذي اشترك معه أيضًا في تأسيس المعهد الدولي للببليوغرافيا (الذي أصبح فيما بعد الاتحاد الدولي للمعلومات والتوثيق، أو الإف أي دي اختصارًا). نظرًا لدورهما كمؤسسين لهذا المعهد، حضر لا فونتين وأوتيه المؤتمر الدولي للتوثيق العالمي في عام 1937.
كان هنري لا فونتين ماسونيًا، وعضوًا في محفل أصدقاء فعل الخير في بروكسل. توفي في 14 مايو 1943 في بروكسل.

## السيرة الذاتية
ولد لافونتينم في بروكسل في عائلة برجوازية. درس الحقوق في جامعة بروكسل الحرة وحصل على شهادة الدكتوراة منها. كان يحب الأدب والسياسة وأصدر عدة كتب تتعلق بهذه المواضيع. انخرط في الحياة السياسية البلجيكية وعمل ممثل عن عدة مقاطعات في مجلس الشيوخ ودافع خلال فترته عن التعليم وحقوق المرأة. ساهم في إنشاء المكتب الدولي للسلام الذي ترأسه سنة 1907.
حاز سنة 1913 على جائزة نوبل للسلام لدوره الفعال في قيادة حركات السلام في انحاء أوروبا.

## روابط خارجية
- هنري لافونتين على موقع الموسوعة البريطانية (الإنجليزية)
- هنري لافونتين على موقع إن إن دي بي (الإنجليزية)